# Христинівка (Коростенський район)
Христи́нівка — село в Україні, в Народицькій селищній територіальній громаді Коростенського району Житомирської області. Населення становить 57 осіб.

## Історія
Вперше згадане як Кристинівка у акті 1664 року як маєтність стольника Щасного-Тишкевича. Як містечко Кристинівка згадане 1684 року і нарешті як село Христинівка - у акті 1690 року.
1772 року у селі було збудовано церкву Свв. Косми та Даміана. 1878 року храм було оновлено. Дзвіниця була розташована окремо. До парафії належали села Давидки, Звіздаль, Мотійки, Нове та Старе Шарне, Ноздрище, Славенщина, Старий Дорогинь. 
У 1906 році - село, центр Христинівської волості Овруцького повіту Волинської губернії. Відстань від повітового міста 31 верста. Дворів 83, мешканців 485.
Село виселено в 1992 році. Но на даний час там проживають люди які вернулись і які не виїхали.
З початку березня 2022 року село було окуповане російськими військами й звільнено у березні того ж року.